# بدون دخترم هرگز (کتاب)
کتاب بدون دخترم هرگز (به انگلیسی: Not Without My Daughter) نوشتهٔ بتی محمودی است. وی همسر آمریکایی بزرگ محمودی است. فیلم بدون دخترم هرگز در سال ۱۳۷۰ بر اساس این داستان ساخته شده‌است.
بر اساس کتاب مهتاب در چهار سالگی به‌همراه پدر و مادر خود برای تعطيلات به ايران رفت اما پدرش با ورود به ايران به آن‌ها می گوید "شما در کشور من هستيد، بايد به قوانين آن احترام بگذاريد و تا پايان عمر اين‌جا بمانيد." و از قوانین خروج از کشور فرزند که به سود اوست در این راه استفاده می کند.
بتی در سال ۱۹۷۷ با دکتر سید "مودی" بزرگ محمودی ازدواج کرد. در سال۱۹۸۴، زمانی که دخترشان چهار ساله بود، بتی با اکراه موافقت کرد که همسرش را در یک تعطیلات دو هفته‌ای به ایران همراهی کند تا خانواده او با مهتاب آشنا شوند. با این حال،بتی امیدوار است پس از دو هفته به آمریکا بازگردند اما پس از ماجراهایی شوهرش از مراجعت به آمریکا سربازمی‌زند .بتی که حاضر نیست بدون دخترش به امریکا برگردد با چند قاچاقچی همراه با دخترش از مرز ترکیه خارج می‌شود . باقی کتاب «بدون دخترم  هرگز» ماجرای فرار بتی و مهتاب از ایران و بازگشت آنها به آمریکا را بازگو می‌کنند.

نویسنده جنبه های خاصی از داستان را تغییر داده تا از کسانی که به او و دخترش در فرار کمک کردند محافظت کند. او در این رابطه چنین می‌نویسد:
این یک داستان واقعی است.

شخصیت ها و وقایع واقعی هستند. اما اسامی و مشخصات هویتی برخی افراد برای محافظت از آن‌ها و خانواده‌‌هایشان در برابر احتمال دستگیری و اعدام توسط حکومت جمهوری اسلامی ایران مخفی شده‌است. این اسامی عبارتند از: حمید( صاحب یک فروشگاه پوشاک مردانه)، جودی ( زن آمریکایی که با یک ایرانی ازدواج کرده است)، برادر شوهر جودی، علی، دوستان جودی، رشید، تریش، سوزان، معلم مدرسه خانم ازهر، خانم مرموز علوی، اماهل و قاچاقچی، مصحن.
بتی چندین بار تبلیغ کلیشه‌ای منفی از ایرانیان در این کتاب را تکذیب کرد. او توضیح داد که «ایرانی‌ها را نمی‌توان در یک دسته از متنفران متعصب آمریکایی قرار داد». همچنین به موارد متعددی از زنان که شوهرانشان با آن‌ها بدرفتاری نکردند، اشاره کرد. اما همچنین در سراسر کتاب اظهار داشت که اکثر قاچاقچیانی که به مردم کمک می‌کردند از ایران فرار کنند، قابل اعتماد نیستند.
این کتاب نامزد جایزه پولیتزر شد. 
نسخه‌ای از کتاب، همزمان با فیلمی به همین نام در دهه ۱۹۹۰، توسط انتشارات سنت مارتین در سال ۱۹۹۱ منتشر شد. نقاشی روی جلد این کتاب، سالی فیلد را در نقش بتی و شیلا روزنتال را در نقش مهتاب با لباس شب در حالی که باهم نماز می‌خوانند به تصویر می‌کشد. این نسخه، حاوی چندین اسکرین شات سیاه و سفید کمیاب از فیلم بود، از جمله لبخند یکی از بازیگران که نقش سختگیرانه‌ای در فیلم داشت. 